# Echiodon atopus
Echiodon atopus is een straalvinnige vissensoort uit de familie van parelvissen (Carapidae). De wetenschappelijke naam van de soort is voor het eerst geldig gepubliceerd in 2005 door Anderson.